# William Herbert Mortensen

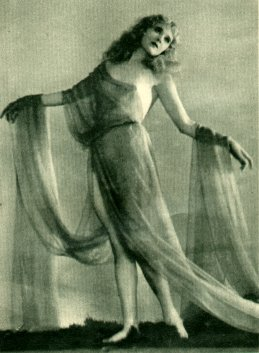
Skådespelaren Margaret Livingston, fotograferad av Mortensen (1927)

William Herbert Mortensen, född 27 januari 1897 i Park City i Utah, död 12 augusti 1965 i Laguna Beach i Kalifornien, var en amerikansk glamourfotograf, lärare och författare. Han är mest känd för sina Hollywood-porträtt i piktorialistisk stil. Under 1930-talet var han den uttalade ledaren för piktorialismen i USA.

## Karriär
Mortensen var en självkritisk man som började sin fotografiska karriär med att ta porträtt av hollywoodskådespelare och statister. Under 1920–1930 inspirerades han av skräckfilmer gjorda i studior, och började göra porträtt av dem i egen stil. Hans favoritmotiv var häxor, dansare, demoner, bönder och shakespeareskådespelare. 1931 flyttade han till konstnärskvarteret i Laguna Beach, där han öppnade en studie och 1932 startade en fotoskola, ”William Mortensen School of Photography.” En av hans elever var Rock Hudson.
Mortensens fotografier bestod av porträttbilder av kända skådespelare och statister i Hollywoodﬁlmer, och av bilder gjorda i sin personliga stil; manipulerade bilder av mytologiska, historiska och litterära personer. Han förde en intensiv debatt i fototidskrifter under 1930-talet med Ansel Adams gällande de omtvistade principerna för piktorialism kontra ”straight” fotografi (sistnämnda personifierat av Group f/64). Som en konsekvens av sitt envisa försvar av mer romantiska fotografiska teorier blev Mortensen utfryst från de mer auktoritiva böckerna om fotografins historia, speciellt de som hade författats av Adams goda vänner, Beaumont Newhall och Nancy Newhall.
För att åstadkomma sina romantiska bilder i piktorialistisk stil manipulerade han bilderna med pennor, färg, pimpsten och rakblad.
Bilderna togs fram med en bromoljeprocess, som Mortensen hade förbättrat och han använde också screentrycksmetoder för att modifiera fotografiska bilder. Han publicerade flera böcker med tekniska tips om ljus, klädsel och justeringar i mörkrummet. Hans porträtt innefattar personer som Fay Wray, Jeanne Crain, Lon Chaney, Clara Bow, John Barrymore, Jean Harlow och George Dunham (medarbetare  och favoritmodell).
Under Andra världskriget uppstod en mer realistisk fotojournalistik, vilken publicerades i nyhetsmagasinen, Detta gjorde att Mortensens mer poserande och konstruerade bilder bleknade bort ur det allmänna minnet. Mortensen var i stort sett bortglömd vid tiden för sin död 1965.
Ett förnyat intresse och respekt för Mortensens arbete och författande har visats av kritikern A. D. Coleman.

## Mortensens böcker i urval
- Monsters and Madonnas. San Francisco: Camera Craft Publishing [reprinted 1973].
- The Command to Look: A Formula for Picture Success. San Francisco: Camera Craft Publishing. Mortensen, W. (1937).
- The Model: A Book on the Problems of Posing. San Francisco: Camera Craft Publishing.
- Mortensen skrev nio böcker om fotografiska tekniker i samarbete med George Dunham.